# Aquae Albae in Byzacena
Aquae Albae w Byzacenie (łac. Aquaealbensis in Byzacena) – stolica historycznej diecezji w Cesarstwie rzymskim w prowincji Byzacena. Współcześnie kojarzona z miejscem Ain-Beida w Tunezji. Obecnie katolickie biskupstwo tytularne. W latach 1984–2024 biskupem tytularnym Aquae Albae w Byzacenie był Piotr Krupa, biskup pomocniczy pelpliński.

## Biskupi tytularni
| Lp. | Biskup                     | Funkcja                                                                         | Od                  | Do                  |
| --- | -------------------------- | ------------------------------------------------------------------------------- | ------------------- | ------------------- |
| 1   | Aimable Chassaigne         | emerytowany biskup Tulle (Francja)                                              | 23 stycznia 1962    | 6 kwietnia 1962     |
| 2   | Paul Chevrier              | emerytowany biskup Cahors (Francja)                                             | 21 sierpnia 1962    | 4 października 1968 |
| 3   | Ramón Ovidio Pérez Morales | biskup pomocniczy Caracas (Wenezuela)                                           | 2 grudnia 1970      | 20 maja 1980        |
| 4   | Anthony Bevilacqua         | biskup pomocniczy Brooklyn (USA)                                                | 4 października 1980 | 7 października 1983 |
| 5   | Piotr Krupa                | biskup pomocniczy koszalińsko-kołobrzeski biskup pomocniczy diecezji pelpliński | 18 lutego 1984      | 4 marca 2024        |
| 6   | Piotr Kleszcz              | biskup pomocniczy łódzki                                                        | 25 września 2024    |                     |